# Episodi di Bear nella grande casa blu (prima stagione)
La prima stagione della serie televisiva Bear nella grande casa blu è stata trasmessa negli Stati Uniti su Playhouse Disney dal 20 ottobre 1997 al 24 novembre 1997. Mentre in Italia, la serie è arrivata in onda su Rai 3 nel 2000.
| nº | Titolo originale              | Titolo italiano                  | Prima TV USA     | Prima TV Italia |
| -- | ----------------------------- | -------------------------------- | ---------------- | --------------- |
| 1  | Home Is Where the Bear Is     | La casa di Bear                  | 20 ottobre 1997  | 2000            |
| 2  | Water, Water Everywhere       | Giochiamo con l'acqua            | 21 ottobre 1997  | 2000            |
| 3  | Mouse Party                   | Il compleanno del topo           | 22 ottobre 1997  | 2000            |
| 4  | Shape of a Bear               | Mamma mia, la geometria          | 23 ottobre 1997  | 2000            |
| 5  | Picture of Health             | Il ritratto della salute         | 24 ottobre 1997  | 2000            |
| 6  | Share Bear                    | Condividi Bear                   | 27 ottobre 1997  | 2000            |
| 7  | Why Bears Can't Fly           | Perché gli orsi non volano       | 28 ottobre 1997  | 2000            |
| 8  | Falling for Fall              | Voglia d'autunno                 | 29 ottobre 1997  | 2000            |
| 9  | What's in the Mail Today?     | C'è posta per Me                 | 30 ottobre 1997  | 2000            |
| 10 | Dancin' the Day Away          | Ballando tutto Il giorno         | 31 ottobre 1997  | 2000            |
| 11 | A Wagon of a Different Color  | Un colore tira l'altro           | 3 novembre 1997  | 2000            |
| 12 | Dirt, I Love You So           | Giochiamo con la terra           | 4 novembre 1997  | 2000            |
| 13 | Music to My Ears              | Musica per le mie orecchie       | 5 novembre 1997  | 2000            |
| 14 | All Connected                 | L'unione fa la forza             | 6 novembre 1997  | 2000            |
| 15 | Summer Cooler                 | Una fresca giornata d'estate     | 7 novembre 1997  | 2000            |
| 16 | The Big Little Visitor        | La piccola grande nonna          | 1⁰ dicembre 1997 | 2000            |
| 17 | A Winter's Nap                | Un pisolino invernale            | 3 dicembre 1997  | 2000            |
| 18 | Working Like a Bear           | Un lavoro da orsi                | 9 dicembre 1997  | 2000            |
| 19 | Magic in the Kitchen          | Magia in cucina                  | 12 dicembre 1997 | 2000            |
| 20 | Spring Fever                  | Arriva la primavera              | 15 dicembre 1997 | 2000            |
| 21 | A Plant Grows in Bear's House | A casa di Bear cresce una pianta | 17 dicembre 1997 | 2000            |
| 22 | Eat, Drink Juice and Be Merry | Mangia, bevi e sii felice        | 22 dicembre 1997 | 2000            |
| 23 | Need a Little Help Today      | Oggi mi serve un pò d'aiuto      | 26 dicembre 1997 | 2000            |
| 24 | Lost Thing                    | Oggetti smarriti                 | 29 dicembre 1997 | 2000            |
| 25 | Listen Up!                    | Su, Ascolta!                     | 30 dicembre 1997 | 2000            |
| 26 | Friends for Life              | Amici per sempre                 | 5 gennaio 1998   | 2000            |